# Hjalmar Heiberg
Hjalmar Heiberg, född den 27 september 1837 i Kristiania (nuvarande Oslo), död där den 25 september 1897, var en norsk patolog. Han var son till kirurgen Christen Heiberg. 
Heiberg blev student 1855 och medicine kandidat 1862, varefter han i utlandet studerade mikroskopi och oftalmiatrik. Åren 1866–1869 var han assistent hos prosektorn vid Rigshospitalet och blev 1870 professor i medicin vid Oslo universitet. Heiberg invaldes 1893 i Vetenskapsakademien. I norska och utländska tidskrifter offentliggjorde han flera vetenskapliga uppsatser. Heiberg upptäckte tillsammans med sin kollega Emanuel Winge sambandet mellan giktfeber och hjärtklaffsfel.